# الخطوط السعودية للشحن
الخطوط السعودية للشحن هي شركة شحن سعودية تأسست عام 2007، يقع مقرها الرئيسي في جدة.

## خلفية
توفر الخطوط السعودية للشحن أسطولا من 10 طائرة شحن إلى 13 وجهة فضلا عن أكثر من 58 وجهة دولية عبر 6 قارات. رئيس الشركة التنفيذي هو عمر طلال الحريري، 
فازت الشركة ب«جائزة الخطوط الجوية الدولية لهذا العام» في إفريقيا لعام 2017  وجائزة إنجازات صناعة الشحن الجوي في ميونيخ لنفس العام،  وكذلك جائزة STAT Times International Marketer of the Year لعام 2018.

## التاريخ
هي شركة تابعة لالخطوط السعودية ، تم تأسيسها لتكون جزءاً من الخصخصة في عام 2007. وفي عام 2008 انضمت الشركة إلى مجموعة إياتا Cargo iQ.

## الأسطول

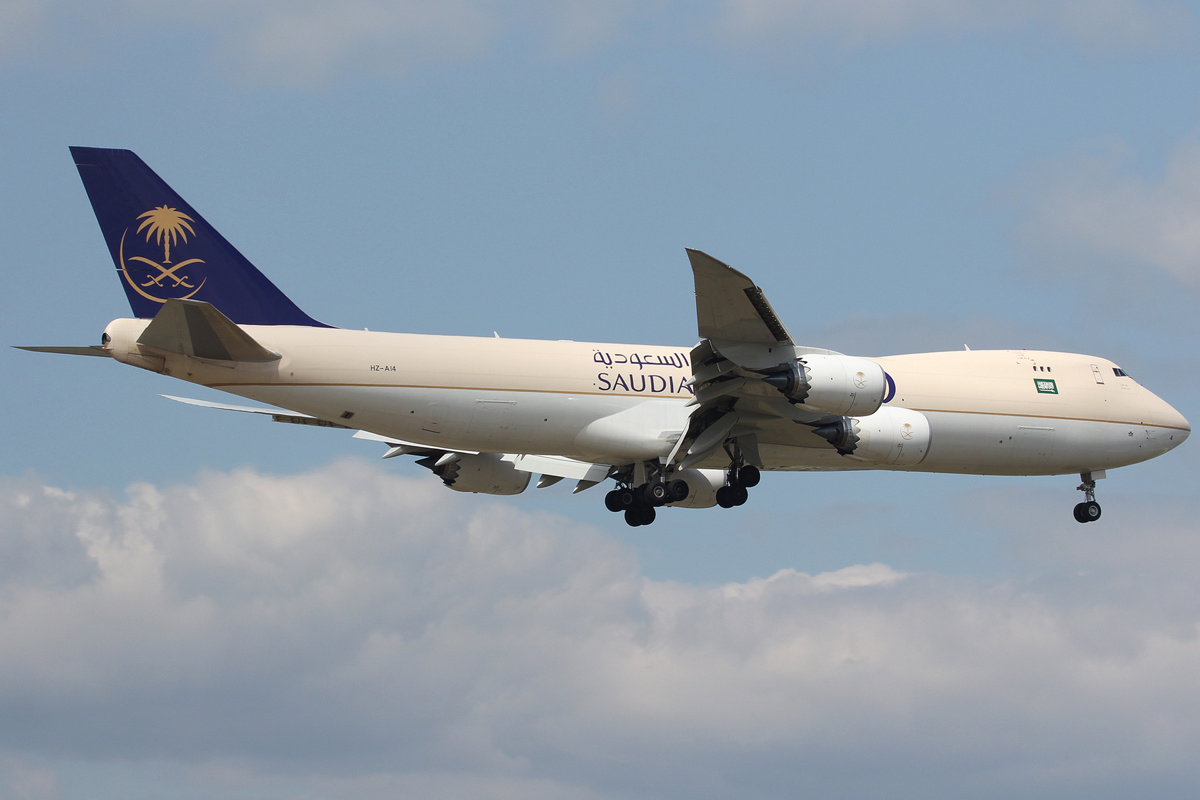
طائرو بوينغ 747-8 تابعة للخطوط السعودية للشحن

اعتبارًا من ديسمبر 2018 يتكون أسطول الشحن السعودي من الطائرة التالية:
| اسطول الشحن السعودي | اسطول الشحن السعودي | اسطول الشحن السعودي | اسطول الشحن السعودي | اسطول الشحن السعودي | اسطول الشحن السعودي | اسطول الشحن السعودي | اسطول الشحن السعودي |
| ------------------- | ------------------- | ------------------- | ------------------- | ------------------- | ------------------- | ------------------- | ------------------- |
| بوينج 747-400BDSF   | 2                   | شحن                 | شحن                 | شحن                 | شحن                 |                     |                     |
| بوينج 747-400F      | 1                   | شحن                 | شحن                 | شحن                 | شحن                 |                     |                     |
| بوينج 747-400ERF    | 1                   | شحن                 | شحن                 | شحن                 | شحن                 |                     |                     |
| بوينج 747-8F        | 2                   | شحن                 | شحن                 | شحن                 | شحن                 |                     |                     |
| بوينج 777F          | 4                   | شحن                 | شحن                 | شحن                 | شحن                 |                     |                     |
| مجموع               | 10                  |                     |                     |                     |                     |                     |                     |

## روابط خارجية
- الموقع الرسمي